# St. Simons (Georgia)
St. Simons is een plaats (census-designated place) in de Amerikaanse staat Georgia, en valt bestuurlijk gezien onder Glynn County.

## Demografie
Bij de volkstelling in 2000 werd het aantal inwoners vastgesteld op 13.381.

## Geografie
Volgens het United States Census Bureau beslaat de plaats een oppervlakte van
46,2 km², waarvan 43,0 km² land en 3,2 km² water.

## Plaatsen in de nabije omgeving
De onderstaande figuur toont nabijgelegen plaatsen in een straal van 40 km rond St. Simons.

## Geboren
- Jim Brown (1936–2023), Americanfootballspeler en acteur